# Helenodes
Helenodes is een geslacht van vlinders van de familie koolmotten (Plutellidae).

## Soorten
- H. murmurata Meyrick, 1913
- H. platyacma Meyrick, 1930